# Гаджієв Нурмагомед Муртузалійович
Нурмагомед Муртузалійович Гаджієв (рос. Нурмагомед Муртузалиевич Гаджиев; нар. 9 січня 1996, Кизилюрт, Дагестан, Росія) — азербайджанський борець вільного стилю дагестанського походження, дворазовий бронзовий призер чемпіонатів Європи, срібний призер Європейських ігор, срібний та бронзовий призер Кубків світу.

## Життєпис
Народився в Кизилюрті. В 11 років почав займатися боротьбою в Махачкалі в школі імені Гаміда Гамідова у тренера Садрудіна Айгубова. У 2013 році йому запропонували взяти участь в чемпіонаті Азербайджану. Після цього запропонували хороший контракт, і Нурмагомед, обсудивши все зі своїм тренером, вирішив виступати за збірну Азербайджану.
Після виграного у 2013 році чемпіонату Азербайджану, його відправили на чемпіонат Європи серед кадетів, який проходив у Чорногорії, який Гаджієв також виграв. Через два місяці він став бронзовим призером чемпіонату світу серед кадетів, поступисвшись там Абдулрашиду Садулаєву. У 2014 році Нурмагомед вже став чемпіоном Європи серед юніорів, а в 2015 році переміг на чемпіонаті світу в цій віковій групі. Того ж року здобув срібну медаль чемпіонату Європи серед молоді, а наступного року став чемпіоном цих змагань.
Виступає за борцівський клуб «Атаспорт» Баку.

### Родина
Батько Муртузалі Гаджієв, займався дзюдо, майстер спорту з чотирьох видів спорту. Брат Магомед також займався боротьбою, став майстром спорту, але через травму був змушений залишити спорт. Троюродні брати також займаються боротьбою, зокрема, Магомед Ібрагімов становився чемпіоном Європи, був призером Олімпійських ігор і чемпіонату світу, а Гітіхма Ібрагімов — чемпіон світу серед молоді.

## Спортивні результати на міжнародних змаганнях

### Виступи на Чемпіонатах Європи
| Змагання                         | Збірна      | Вагова категорія          | Місце  |
| -------------------------------- | ----------- | ------------------------- | ------ |
| Чемпіонат Європи з боротьби 2018 | Азербайджан | вільна боротьба, до 97 кг | Бронза |
| Чемпіонат Європи з боротьби 2019 | Азербайджан | вільна боротьба, до 97 кг | Бронза |
| Чемпіонат Європи з боротьби 2020 | Азербайджан | вільна боротьба, до 97 кг | 5      |

### Виступи на Європейських іграх
| Змагання              | Збірна      | Вагова категорія          | Місце  |
| --------------------- | ----------- | ------------------------- | ------ |
| Європейські ігри 2015 | Азербайджан | вільна боротьба, до 86 кг | 5      |
| Європейські ігри 2019 | Азербайджан | вільна боротьба, до 97 кг | Срібло |

### Виступи на Кубках світу
| Змагання                    | Збірна      | Вагова категорія          | Місце  |
| --------------------------- | ----------- | ------------------------- | ------ |
| Кубок світу з боротьби 2017 | Азербайджан | вільна боротьба, до 97 кг | Бронза |
| Кубок світу з боротьби 2018 | Азербайджан | команда                   | Срібло |

### Виступи на інших змаганнях
| Змагання                                     | Збірна      | Вагова категорія          | Місце  |
| -------------------------------------------- | ----------- | ------------------------- | ------ |
| Золотий Гран-прі з боротьби 2015             | Азербайджан | вільна боротьба, до 86 кг | Срібло |
| Турнір Олександра Медведя 2016               | Азербайджан | вільна боротьба, до 86 кг | Золото |
| Гран-прі Німеччини з боротьби 2016           | Азербайджан | вільна боротьба, до 86 кг | Золото |
| Ігри ісламської солідарності 2017            | Азербайджан | вільна боротьба, до 97 кг | Золото |
| Київський Міжнародний турнір з боротьби 2018 | Азербайджан | вільна боротьба, до 97 кг | Золото |
| Турнір Дмитра Коркіна 2018                   | Азербайджан | вільна боротьба, до 97 кг | Золото |
| Турнір Володимира Семенова 2018              | Азербайджан | вільна боротьба, до 97 кг | Золото |
| Кубок Тахті 2019                             | Азербайджан | вільна боротьба, до 97 кг | Срібло |
| Турнір Алі Алієва 2019                       | Азербайджан | вільна боротьба, до 97 кг | Бронза |

### Виступи на змаганнях молодших вікових груп
| Змагання                                       | Збірна      | Вагова категорія          | Місце  |
| ---------------------------------------------- | ----------- | ------------------------- | ------ |
| Чемпіонат Європи з боротьби серед кадетів 2013 | Азербайджан | вільна боротьба, до 85 кг | Золото |
| Чемпіонат світу з боротьби серед кадетів 2013  | Азербайджан | вільна боротьба, до 85 кг | Бронза |
| Чемпіонат Європи з боротьби серед юніорів 2014 | Азербайджан | вільна боротьба, до 84 кг | Золото |
| Чемпіонат світу з боротьби серед юніорів 2014  | Азербайджан | вільна боротьба, до 84 кг | 5      |
| Чемпіонат світу з боротьби серед юніорів 2015  | Азербайджан | вільна боротьба, до 96 кг | Золото |
| Чемпіонат Європи з боротьби серед молоді 2015  | Азербайджан | вільна боротьба, до 97 кг | Срібло |
| Чемпіонат Європи з боротьби серед молоді 2016  | Азербайджан | вільна боротьба, до 97 кг | Золото |